# Megyeribrug
De Megyeribrug (Hongaars: Megyeri híd) is een tuibrug die de Donau overspant tussen Boeda en Pest. De M0, die over deze brug loopt, is een ringweg rond de Hongaarse hoofdstad Boedapest.
De brug kostte 63 miljard forint (ongeveer 300 miljoen Amerikaanse dollars) en werd officieel geopend op 30 september 2008. Terwijl de brug nog in aanbouw was, werd er een online enquête voor de naamgeving van de brug gemaakt. Deze enquête kreeg media-aandacht toen de namen van de Amerikaanse komieken Stephen Colbert en Jon Stewart uiteindelijk wonnen. Op 28 september 2006 werd uiteindelijk besloten dat de naam van de brug "Megyeri" zou zijn, terwijl deze naam niet in de tweede ronde van het onderzoek voorkwam.

## Fotogalerij

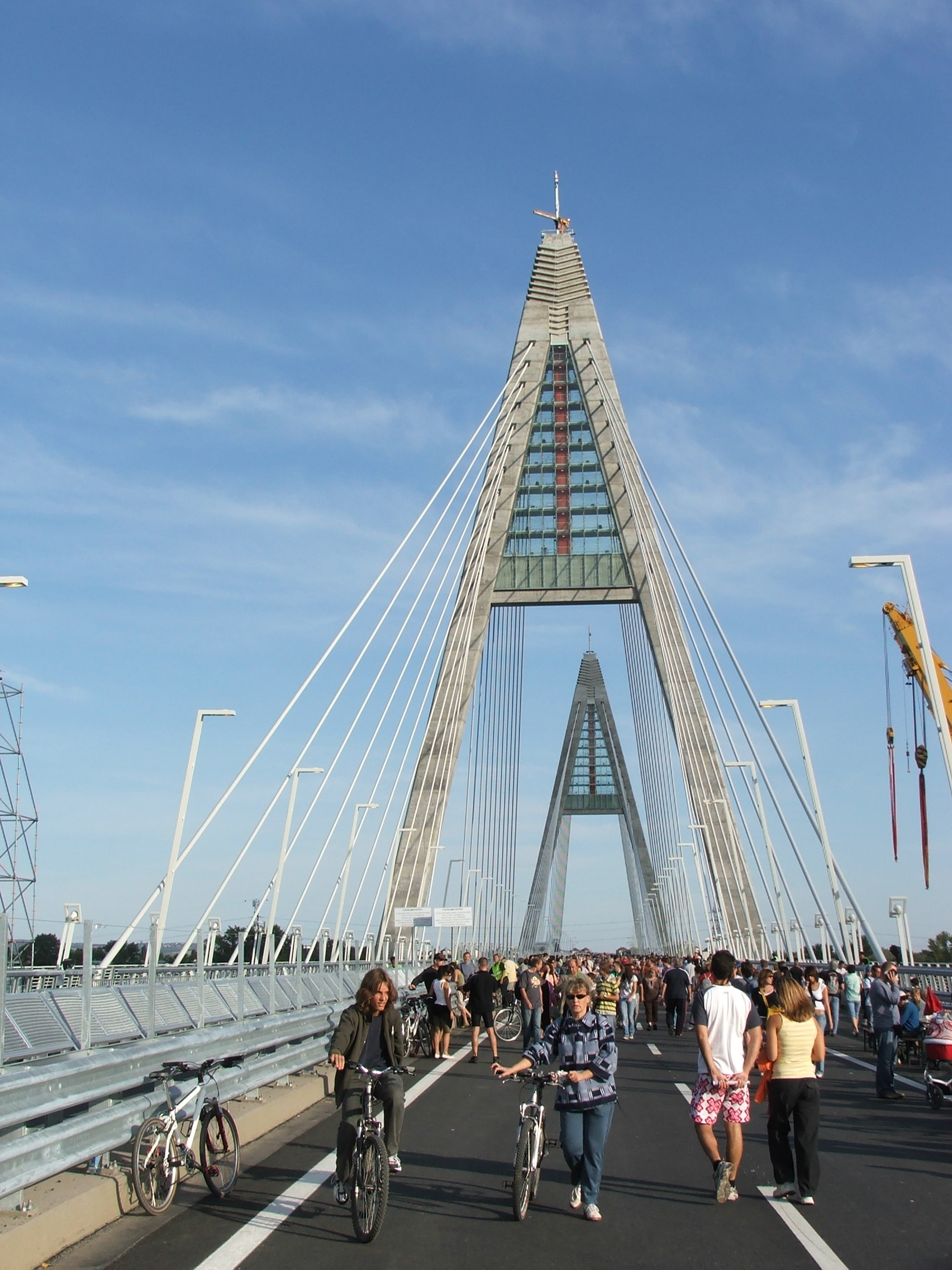
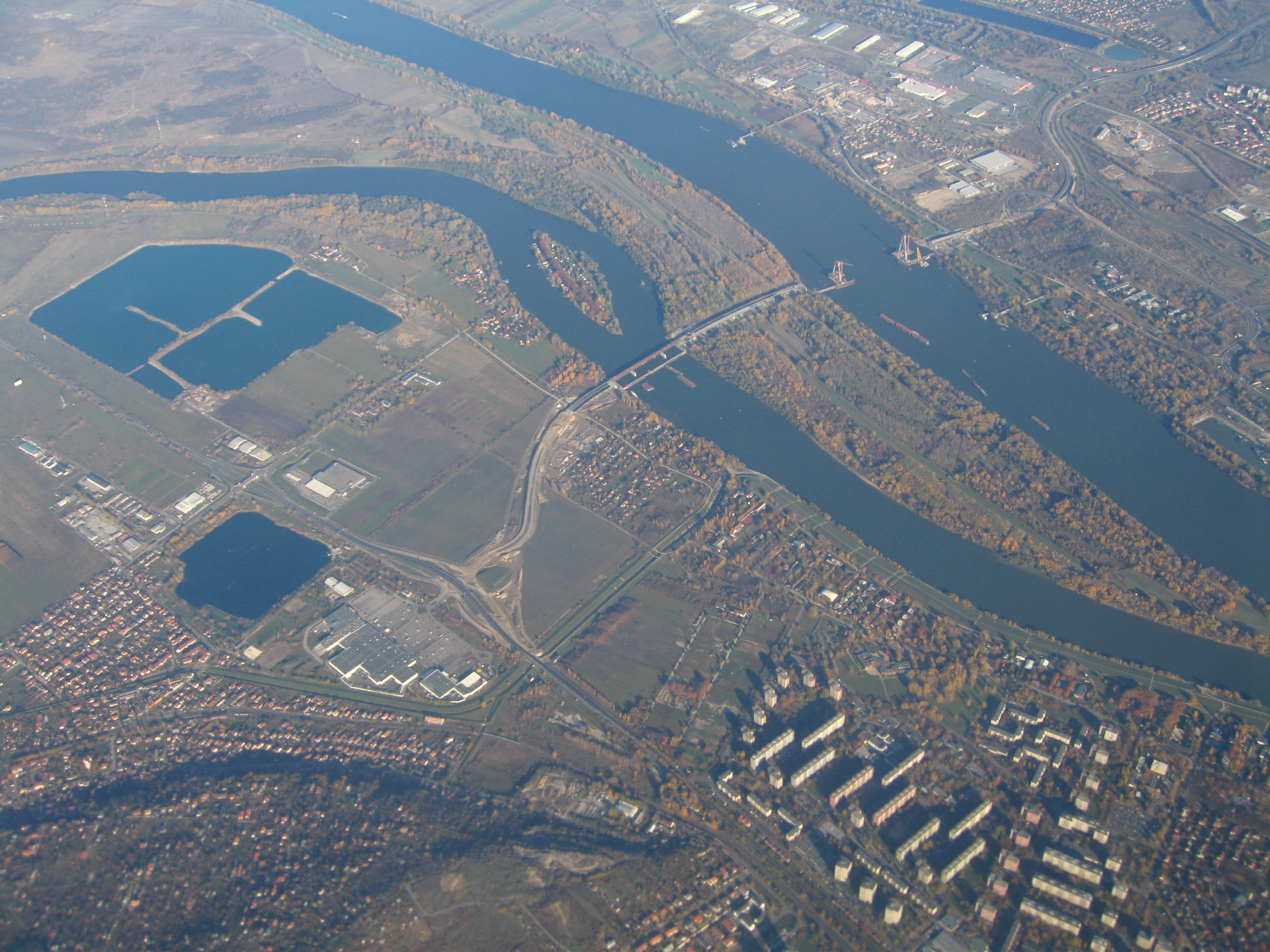
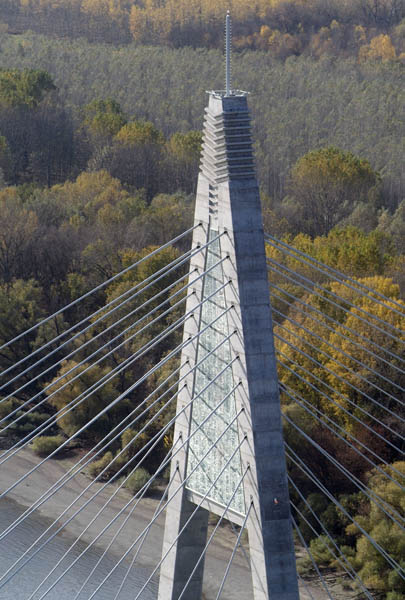
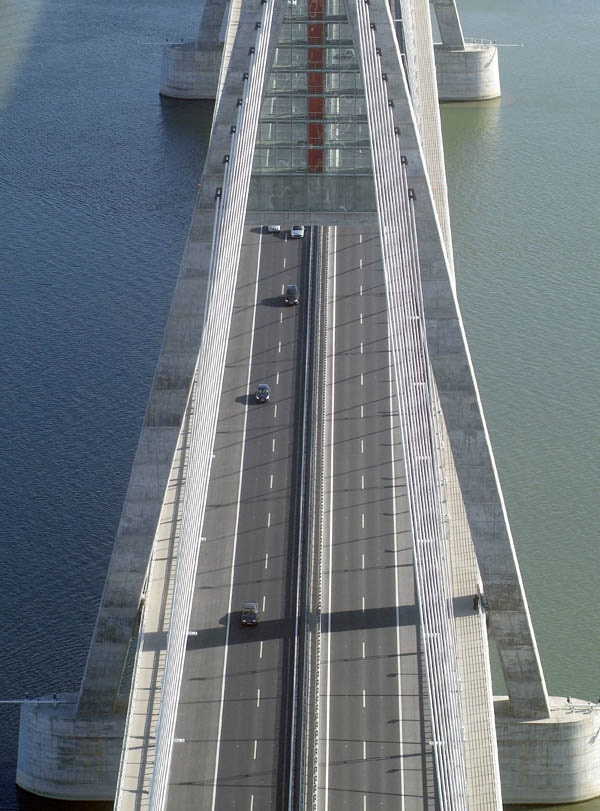
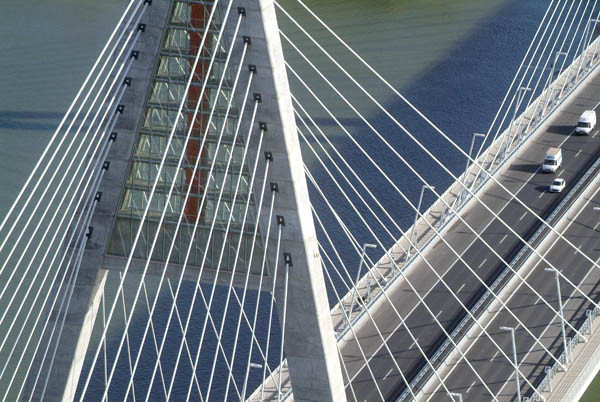
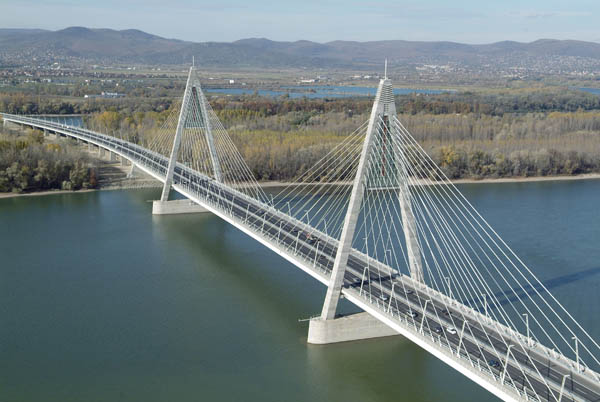
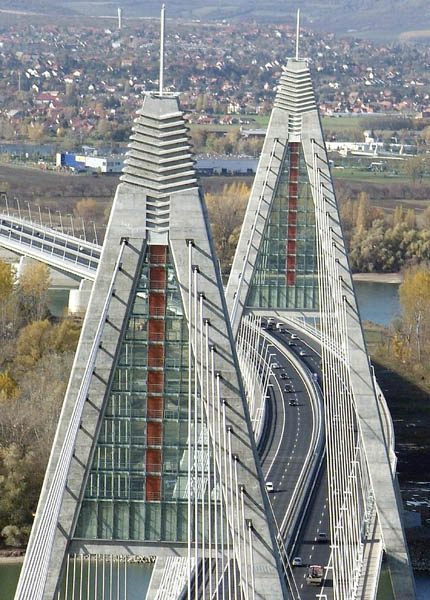
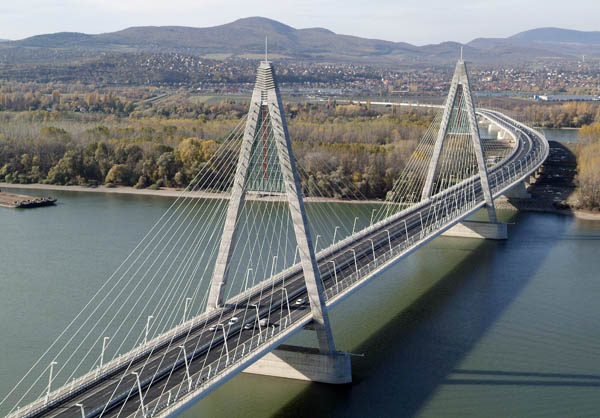